# Gary Beckman
Gary Beckman és un notable hititòleg i professor d'estudis hitites i mesopotàmics de la Universitat de Michigan. Ha escrit diversos llibres sobre els antics hitites: les seves obres 'Hittite Diplomatic Texts' i 'Hittite Myths' van ser republicades dues vegades en 1991 i 1999 respectivament. Com a hititòleg, el professor Gary Beckman també va escriure un article sobre cronologia hittita a Akkadica 119-120 (2000) i fou edit del llibre del 2003 'Hittite Studies in Honor of Harry A. Hoffner, Jr: On the Occasion of His 65th Birthday ' Beckman també va redactar una ressenya sobre l'influent llibre de Trevor Bryce The Kingdom of the Hittites a Bryn Mawr.
El professor Beckman també va participar com a assessor acadèmic en el film del Hititler ('Hitites' en català), en el qual es parlava de la història i la cultura dels antics hitites. El 2008, el professor Beckman va revisar un llibre sobre el "canvi de règim" i el seu impacte en les societats locals a l'Orient Mitjà des de l'antiguitat fins a l'era moderna. Va observar que els canvis culturals i administratius no solen ocórrer fins passats aproximadament dues generacions (o 50 anys) de la caiguda del règim al poder anterior.

## Obres
A continuació es mostra una llista parcial dels llibres publicats pel professor Beckman:
- Textos de les proximitats d'Emar en la Col·lecció de Jonathan Rosen (Padova: Sargon, 1996).
- Catàleg de les col·leccions de Babilònia de Yale. II. Textos antics babilònics d'arxiu a la col·lecció Nies Babilònia. (Bethesda, MD: CDL Press, 1995).
- Textos diplomàtics hitites. Escrits des de l'Antiguitat, Volum 7. (Atlanta, GA: Scholars Press, 1996) [segona edició, 1999]).
- L'Epopeia de Guilgameix (Norton Critical Editions), amb Benjamin R. Foster i Douglas Frayne (Nova York: WW Norton, 2001).
- Catàleg de les col·leccions de Babilònia de Yale. 4 antics textos babilònics d'arxiu a la Col·lecció Babilònia de Yale (Bethesda, MD: CDL Press, 2000).
- Mites hitites (coeditor), Scholars Press, segona edició (1991).